# Weizhou (Wenchuan)

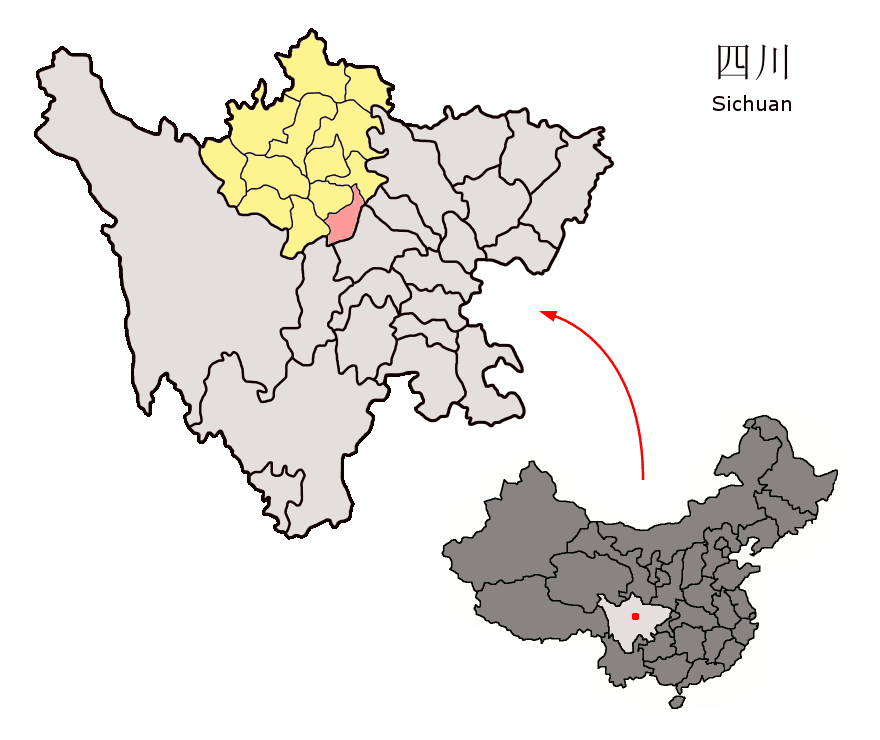
Lage des Kreises Wenchuan im Autonomen Bezirk Ngawa der Tibeter und Qiang, Sichuan

Weizhou (chinesisch 威州镇, Pinyin Wēizhōu zhèn) ist eine Großgemeinde im Nordosten des Kreises Wenchuan (汶川县,  Wènchuān Xiàn) im Südosten des Autonomen Bezirks Ngawa der Tibeter und Qiang in der chinesischen Provinz Sichuan. Es ist der Hauptort des Kreises Wenchuan und Sitz der Kreisregierung.
Die Großgemeinde hat eine Fläche von 149,1 Quadratkilometern und zählt 41.964 Einwohner (Stand: Zensus 2010).

## Administrative Gliederung
Die Großgemeinde Weizhou ist aus 12 Dörfern (cun) und 3 Einwohnerkomitees (shequ jumin weiyuanhui) zusammengesetzt.